# Alé BTC Ljubljana/Saison 2020
Dieser Artikel beschreibt die Mannschaft und die Siege des Radsportteams Alé BTC Ljubljana in der Saison 2020.

## Mannschaft
| Teamkader 2020     | Teamkader 2020    | Teamkader 2020 | Teamkader 2020                        |
| Name               | Geburtsdatum      | Land           | Vorheriges Team                       |
| ------------------ | ----------------- | -------------- | ------------------------------------- |
| Marta Bastianelli  | 30. April 1987    | Italien        | Virtu Cycling Women (2019)            |
| Maaike Boogaard    | 24. August 1998   | Niederlande    | BTC City Ljubljana (2019)             |
| Urška Bravec       | 14. Dezember 1996 | Slowenien      | BTC City Ljubljana (2019)             |
| Eugenia Bujak      | 25. Juni 1989     | Slowenien      | BTC City Ljubljana (2019)             |
| Anastasia Chursina | 7. April 1995     | Russland       | BTC City Ljubljana (2019)             |
| Mavi García        | 2. Januar 1984    | Spanien        | Movistar Team (2019)                  |
| Tatiana Guderzo    | 22. August 1984   | Italien        | Bepink (2019)                         |
| Jutatip Maneephan  | 8. Juli 1988      | Thailand       | Thailand Women's cycling team (2019)  |
| Urška Pintar       | 3. Oktober 1985   | Slowenien      | BTC City Ljubljana (2019)             |
| Anna Trevisi       | 8. Mai 1992       | Italien        | Inpa Sottoli Bianchi Giusfredi (2015) |
| Eri Yonamine       | 25. April 1991    | Japan          | Wiggle High5 (2018)                   |
| Urška Žigart       | 4. Dezember 1996  | Slowenien      | BTC City Ljubljana (2019)             |
|                    |                   |                |                                       |
| Quelle: UCI        |                   |                |                                       |

## Siege
| Siege    | Siege                                                       | Siege      | Siege  | Siege             | Siege |
| Datum    | Rennen                                                      | Staat      | Klasse | Siegerin          |       |
| -------- | ----------------------------------------------------------- | ---------- | ------ | ----------------- | ----- |
| 9. Feb.  | Vuelta a la Comunitat Valenciana                            | Spanien    | 1.1    | Marta Bastianelli |       |
| 28. Jun. | Slowenische Meisterschaften, Einzelzeitfahren der Frauen    | Slowenien  | CN     | Urška Žigart      |       |
| 21. Aug. | Spanische Meisterschaften, Einzelzeitfahren der Frauen      | Spanien    | CN     | Mavi García       |       |
| 22. Aug. | Spanische Meisterschaften, Straßenrennen der Frauen         | Spanien    | CN     | Mavi García       |       |
| 22. Aug. | Thailand National Road Cycling Championships - Women RR     | Thailand   | CN     | Jutatip Maneephan |       |
| 3. Sep.  | Tour Cycliste Féminin International de l’Ardèche, 1. Etappe | Frankreich | 2.1    | Mavi García       |       |
| 4. Sep.  | Tour Cycliste Féminin International de l’Ardèche, 2. Etappe | Frankreich | 2.1    | Mavi García       |       |
| 14. Okt. | Women's Tour of Thailand, 1. Etappe                         | Thailand   | 2.1    | Jutatip Maneephan |       |
| 15. Okt. | Women's Tour of Thailand, 2. Etappe                         | Thailand   | 2.1    | Jutatip Maneephan |       |
| 16. Okt. | Women's Tour of Thailand, Gesamtwertung                     | Thailand   | 2.1    | Jutatip Maneephan |       |